# Peter de Baat
P. (Peter) de Baat (Meppel, 1963) is een Nederlandse VVD-politicus en bestuurder.   

## Biografie
De Baat groeide op in Hippolytushoef, Den Ham (Ov.) en Edam-Volendam. Hij behaalde het vwo-diploma aan de RSG Westfriesland te Hoorn. De Baat studeerde rechtsgeleerdheid, inclusief bedrijfseconomie, aan de Vrije Universiteit te Amsterdam. Hij was daar ook student-assistent en financieel medewerker. Aan de Universiteit Twente behaalde De Baat postdoctoraal de Master of Public Management. Hij verdiepte zich in organisatiecultuur en verandermanagement, in het bijzonder bij de politie.
De Baat werkte van 1988 tot 1994 in beleids- en toezichtsfuncties bij het ministerie van Binnenlandse Zaken. Van 1994 tot 2005 werkte De Baat als beleidsadviseur van de korpsbeheerder in de (regiokorps) politieregio’s Noord-Holland Noord en Kennemerland. In de veiligheidsregio Kennemerland i.o. was hij programmamanager Meldkamerdomein. Tussen 2006 en 2010 hield De Baat zich in diverse managementfuncties bij de gemeente Haarlemmermeer en het stadsdeel Amsterdam-Zuidoost bezig met organisatieverandering en beleids- en projectmanagement op het gebied van de ruimtelijke ontwikkeling.
Van 1990 tot 1994 was De Baat fractievoorzitter voor de VVD in de stadsdeelraad Amsterdam Slotervaart-Overtoomse Veld. Van 1999 tot 2003 was De Baat lid van provinciale staten van Noord-Holland. Na een lidmaatschap van de gemeenteraad van Alkmaar vanaf 2002 werd Peter de Baat in 2010 wethouder Financiën en locoburgemeester van Alkmaar. Als wethouder ontwikkelde hij Alkmaar tot een compacte, moderne netwerkorganisatie. Als lid van de stuurgroep bereidde hij de herindeling van Alkmaar met Schermer en Graft-De Rijp voor. De Baat was voorzitter van de GGD Hollands Noorden. 
Vanaf 6 januari 2017 was De Baat burgemeester van Montferland. Hij is getrouwd en heeft, samen met zijn echtgenote, twee kinderen.  Hij was, naast burgemeester, voorzitter van de Adviescommissie Archieven en lid van de Commissie Informatiesamenleving van de VNG.
Peter de Baat heeft per 1 augustus 2022 zijn ontslag ingediend als burgemeester van Montferland. Hij ging per 1 oktober 2022 voor de VNG aan de slag als ambassadeur Woo. Harry de Vries werd als waarnemend burgemeester aangesteld. 